# SDTV
|  | Sammenskrivningsforslag Artiklen Standard-definition (SD) er foreslået føjet ind i SDTV. (Siden august 2016) Diskutér forslaget |

Standardopløsnings-TV (engelsk: Standard Definition Television - SDTV) er et digitalt tv-system, som anvender en opløsning, der hverken kan betegnes som  højopløsnings-tv (720p, 1080i, 1080p, 1440p, 4K UHDTV, og 8K UHD) eller enhanced-definition tv (EDTV 480p). De to mest almindelige SDTV-signaltyper er 576i, med  576 sammenflettede linjers opløsning, der stammer fra de europæisk udviklede systemer PAL og SECAM, og 480i der er baseret på baseret på systemet American National Television System Committee, NTSC. Standardopløsnings-tv leverer billedkvalitet der minder om VHS (Video Home System). SDTV og højopløsnings-tv (HDTV) er de to kategorier af skærmformater der er blevet standarderne for digitale tv-udsendelser (DTV).
| Fjernsyn | Spire Denne artikel om radio- og fjernsyns-teknologi er en spire som bør udbygges. Du er velkommen til at hjælpe Wikipedia ved at udvide den. |